# Labergement-lès-Seurre
 Labergement-lès-Seurre  là một xã ở tỉnh Côte-d’Or trong vùng Bourgogne, phía đông nước Pháp. Khu vực này có độ cao trung bình 208 mét trên mực nước biển.